# L-39 (航空機)
L-39 アルバトロス/L-39 Albatros
バングラデシュ空軍のL-39ZA
- 用途：練習機
- 分類：高等練習機、COIN機
- 設計者：ジャン・クルセク
- 製造者： アエロ・ヴォドホディ（チェコ語版、スロバキア語版、英語版）
- 運用者

-  チェコスロバキア（チェコスロバキア空軍）
-  スロバキア（スロバキア空軍）
-  チェコ（チェコ空軍）
-  ソビエト連邦（ソ連空軍）
-  ロシア（ロシア空軍）他

- 初飛行：1968年11月4日[1]
- 生産数：2,852機
- 運用開始：1971年
- 運用状況：現役
- ユニットコスト：US$200,000-300,000

アエロ L-39 アルバトロス（チェコ語：Aero L-39 Albatros）は、旧チェコスロバキアで開発された高等ジェット練習機・軽攻撃機。アルバトロスとは「アホウドリ」という意味。

## 開発
1962年にワルシャワ条約機構の標準練習機に採用されていたL-29 デルフィーンは、同機構に所属する諸国を中心に3,655機を生産する成功を収めた。その一方で、空気取入口が低い位置にあるため、寒冷地の多い旧共産圏諸国では雪解けした滑走路で運用した際に異物が入ってエンジンが停止する欠点が指摘された。また、推力が1t未満のジェットエンジンを単発でしか搭載しない機体のパワー不足も挙げられた。そこで、1965年にはL-29後継機の試作がアエロ社に一社特命で命じられた。ジャン・クルセクが率いる設計チームは、モスクワの中央流体力学研究所での空力試験を行いながら開発。試作機は1968年11月4日に初飛行した。5機の飛行試作機と2機の地上試験機による試験の結果、空気取入口が若干拡大・延長された。1971年には10機の前量産機が試験に供され、1972年にはチェコスロバキア空軍、ソ連空軍、東ドイツ空軍がL-29の後継機にL-39を選定。1974年から本格生産され、チェコスロバキア空軍に配備、「アルバトロス」の愛称が与えられた。なお、この愛称は西側諸国にも広く公開されていたため、NATOコードネームは与えられていない。

## 構造

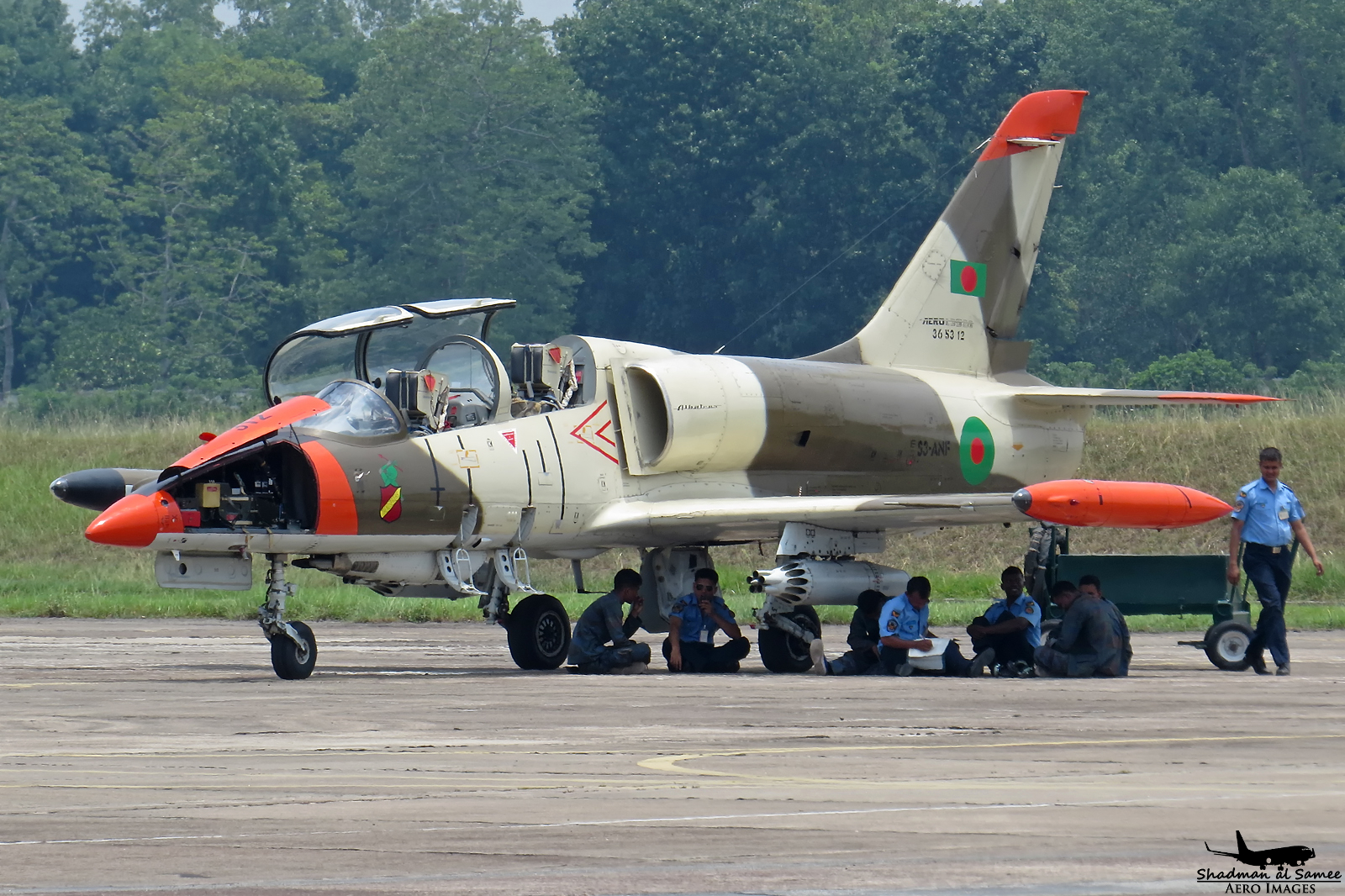
バングラデシュ空軍のL-39ZA。胴体前席下部の膨らみにGSh-23L機関砲を搭載する

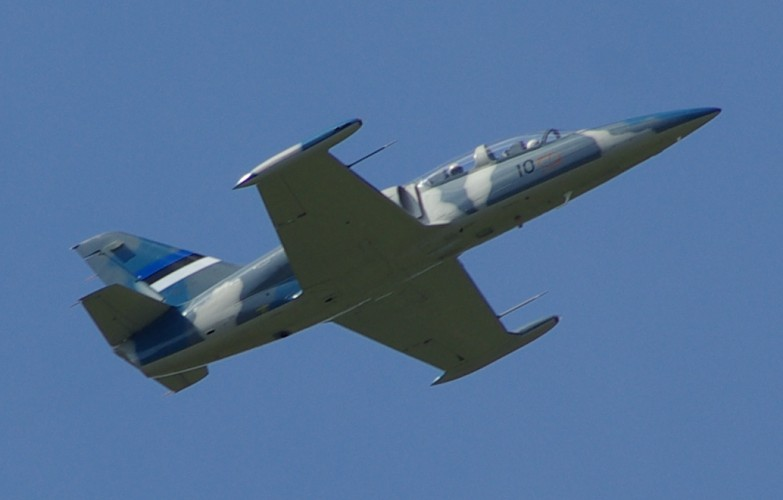
飛行中エストニア空軍のL-39

### 機体
主翼は、低速時の安定性を重視して、後退角を抑えた直線翼に近い低翼とし、翼端には先端に着陸灯が付いた固定式増槽が装備されている。機体はモジュラー構造を多用しており、約20のパーツで構成することで容易に取外すことができた。垂直・水平両尾翼は後部胴体と一体になっており、尾部を取外してエンジン整備を容易にしていた。また、胴体側面の左右主翼上に空気取り入れ口があり、L-29の反省から異物吸入によるエンジン損傷（FOD）に配慮されている。

### エンジン
エンジンは、Yak-40中距離旅客機と同じZMDB イーウチェンコ製のAI-25TL ターボファンエンジンを単発で使用している。このエンジンは、旧式のL-29に用いられているM-801と比較して、ほぼ同重量ながら推力が2倍になっており、飛行性能を全体的に向上させた。メインエンジンのほかには"サフィール5"補助動力装置が装備されており、始動時の圧縮空気供給に用いられていた。そのため、L-39は地上電源や支援機材の確保が困難な環境にあっても運用することが可能になっている。

### 内装
| L-39のコックピット（左）とMiG-21のコックピット（右） |  | L-39のコックピット（左）とMiG-21のコックピット（右） |
| L-39のコックピット（左）とMiG-21のコックピット（右） |  |                                                      |

座席はL-29を踏まえ、後席が一段高くなった「スタジアムシーティング」を採用、タンデム複座でも両パイロットに良好な前方視界が確保されている。射出座席は、同じアエロ製のVS-1-BRI。L-29と同じ低圧タイヤと頑丈な降着装置で、芝地での運用も可能にしていた。
計器類は東側陣営や第三世界で広く用いられていたMiG-21戦闘機のコックピットに近い配置となっている。

### 武装
前作のL-29は非力であり、実戦での攻撃能力は持っていないに等しかった（それでもビアフラ戦争のような大戦闘に供されたことはある）が、L-39は兵器訓練を考慮して本格的な兵器搭載能力を持つに至った。L-39ZOでは主翼のパイロンは4箇所に倍増し、携行可能重量も1,100kgに増加した。L-39ZAでは胴体の前席下部にGSh-23L 23mm機関砲を装備したほか、短距離空対空ミサイルのR-3/R-13（AA-2）若しくはR-60（AA-8）の装備も可能となっており、ASP-3 NMU-39Z ジャイロ照準器、FKP-2-2 ガンカメラを固定装備した（ただし、前席のみ）。

## 生産・配備

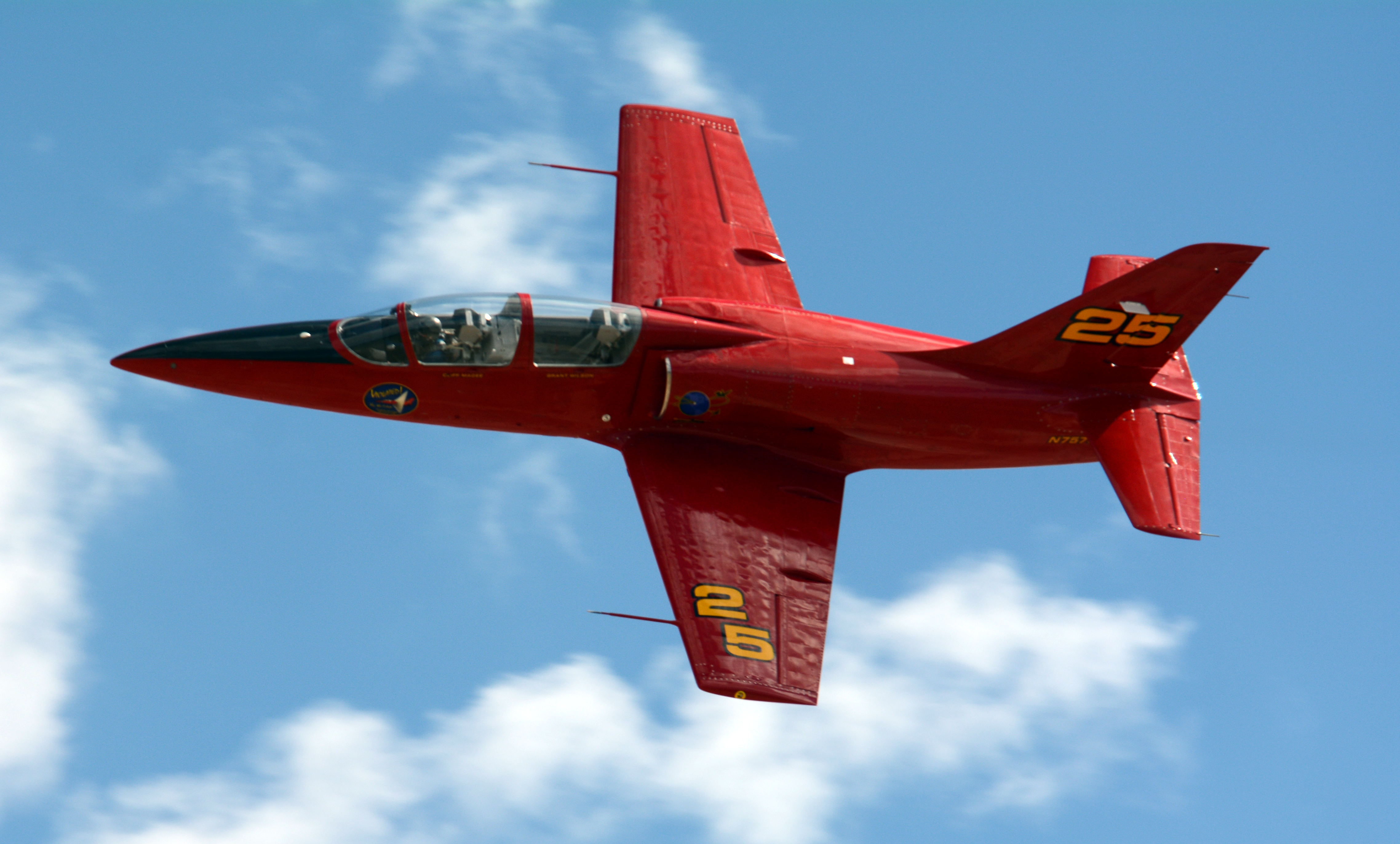
リノ・エアレース参加機（2014年）

L-39は、L-29での成功を引き継ぎ、東欧諸国を中心に3,000機近くの受注を集めた。西側に公開されたのは、1977年のパリ航空ショーで、既に1,000機以上を受注し、400-500機が就役した頃であった。その後、東欧革命による自由化で西側製電子機器を搭載したタイプも試作され、一部はCOIN機兼高等練習機としてタイ空軍に採用された。一時は米空海軍合同基本航空機訓練システム計画（JPATS計画）にも応募していた。
冷戦終結後は民間に払い下げられた機体が安価かつ高性能なアクロバット機として西側諸国にも広まった。特にアメリカでは2006年時点で260機ものL-39が民間機として登録されており、航空ショーやエアレースなどで頻繁に飛行している。カナダでは戦闘機パイロットの教育を請け負う民間会社ITTC CANADAがL-39を使用している。
最終的に1999年まで生産された。現在でも多くの国で現役である。

## 各型
L-39C
基本の高等練習機型。Cは「Cvicny（=訓練）」の略。2,251機が生産された、L-39 シリーズの中核をなすタイプ。
L-39V
単座の標的曳航機型。チェコスロバキア空軍、旧東ドイツ空軍向けに8機のみ生産。
L-39ZO
兵器訓練型。Zは「Zbrojni（=兵装）」の略。1975年8月25日に初飛行した。主翼を強化し、4ヶ所のパイロンを装備している。単座での運用も可能なため、後席を追加の電子機器や増槽に改造し、実用性を重視した例もある。347機を生産。
L-39ZA
L-39ZOから発展した対地攻撃・偵察機型。1976年9月29日に初飛行した。降着装置を強化し、先述の機関砲、照準器を装備。246機を生産。
L-39ZA/MP
MPは「Multi-Purpose（=多用途）」の略。戦闘機前段階訓練（Lead-in Fighter Training, LIFTとも）向け機体のデモンストレーション用に製造された。L-39ZAの電子機器を高級な西側のアビオニクスに換装し、さらにHUDを装備した改良型。
L-39ZA/ART
タイ空軍向けのL-39ZA。イスラエルのエルビット製電子機器を装備。
L-39MS
もともと初期からL-39に搭載する予定であったDV-2（推力2,200kg）にエンジンを換装し、さらに機体フレームの改良や、L-39MPと同様に西側アビオニクスの搭載などの改修を施した練習機型。のちにL-59（愛称はスーパーアルバトロス）に改称された。
L-139 アルバトロス2000
アメリカ空軍・海軍の統合基本航空機訓練システム計画（JPATS計画）に応募するために、1991年6月からアライドシグナルと共同試作した初等・基本練習機。エンジンをアメリカのギャレット（現ハネウェル）TFE731-4-1T、射出座席を改良型のVS-2Aに換装し、電子機器・HUDも西側製のものに換装した。1993年5月8日に初飛行したが、JPATS計画ではT-6 テキサンIIに敗れて不採用となった。
L-159 ALCA
L-59（L-39MSから改称）を原型に、より戦闘能力を強化した単座の軽攻撃機専任機の開発が "ALCA"(Advanced Light Combat Aircraft) プロジェクトの名で進められ、1990年代末から2000年代にかけて実用化に至ったのがL-159である。のちに複座の練習機型も生産され、L-59と同様、西側の最先端アビオニクスその他の機材を積極的に導入して近代化を図っているのが特徴である。エンジンは、TFE731シリーズから派生した低バイパス比ターボファンエンジンのハネウェル/ITEC F124（米国と中華民国を中心とした国際共同開発）を採用しており、さらに推力が強化されている。
L-39NG
L-59やL-159の技術をL-39CにフィードバックしたL-39の再生産型。NGとは "Next Generation" （次世代）の頭文字を表す。新設計の主翼を採用し、統合デジタル・モジュラーアビオニクス、NVGへの対応、仮想訓練システム、多機能ディスプレイ3基によるグラスコックピット、ゼロ・ゼロ射出座席など新しい脱出システムの搭載、キャノピーのワンピース化、米英共同開発のFJ44-4Mターボファンエンジンへの換装、燃料タンクの拡大、新素材の使用による機体寿命の延長（15,000飛行時間）。ハードポイント数の増加（最大5箇所に）など、多岐にわたる改良が行われている。2015年9月14日に初飛行しており、顧客への出荷は2018年からを見込んでいる。

## 運用国

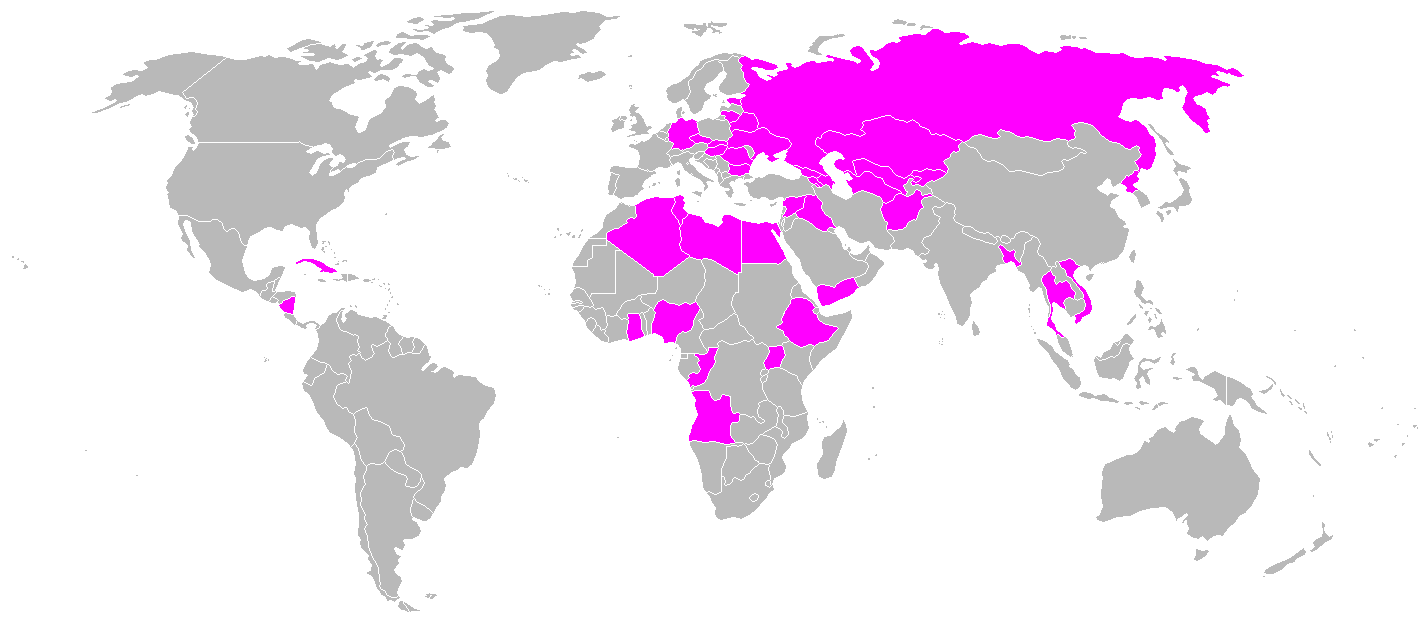
L-39の運用国

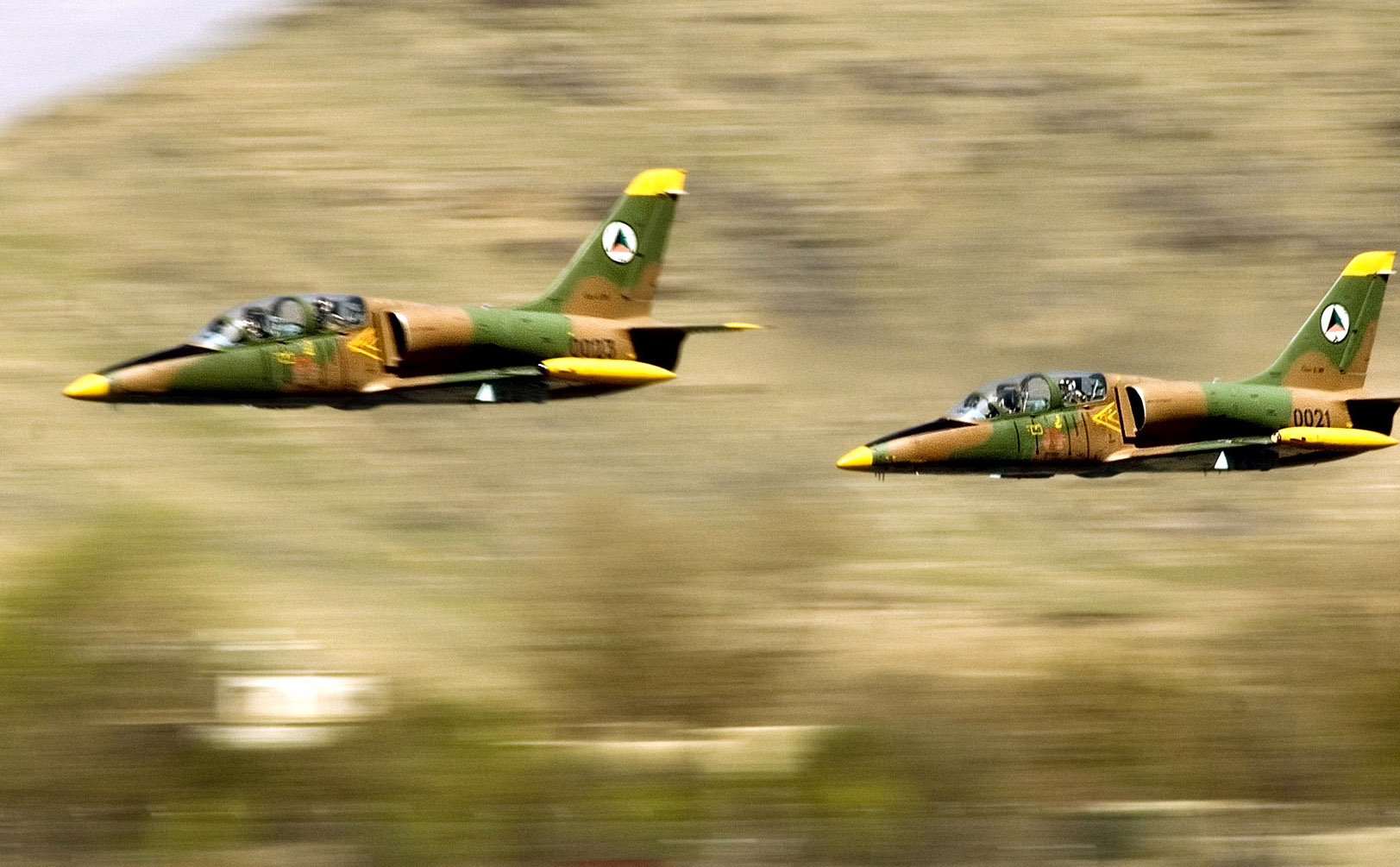
アフガニスタン空軍のL-39（2007年）

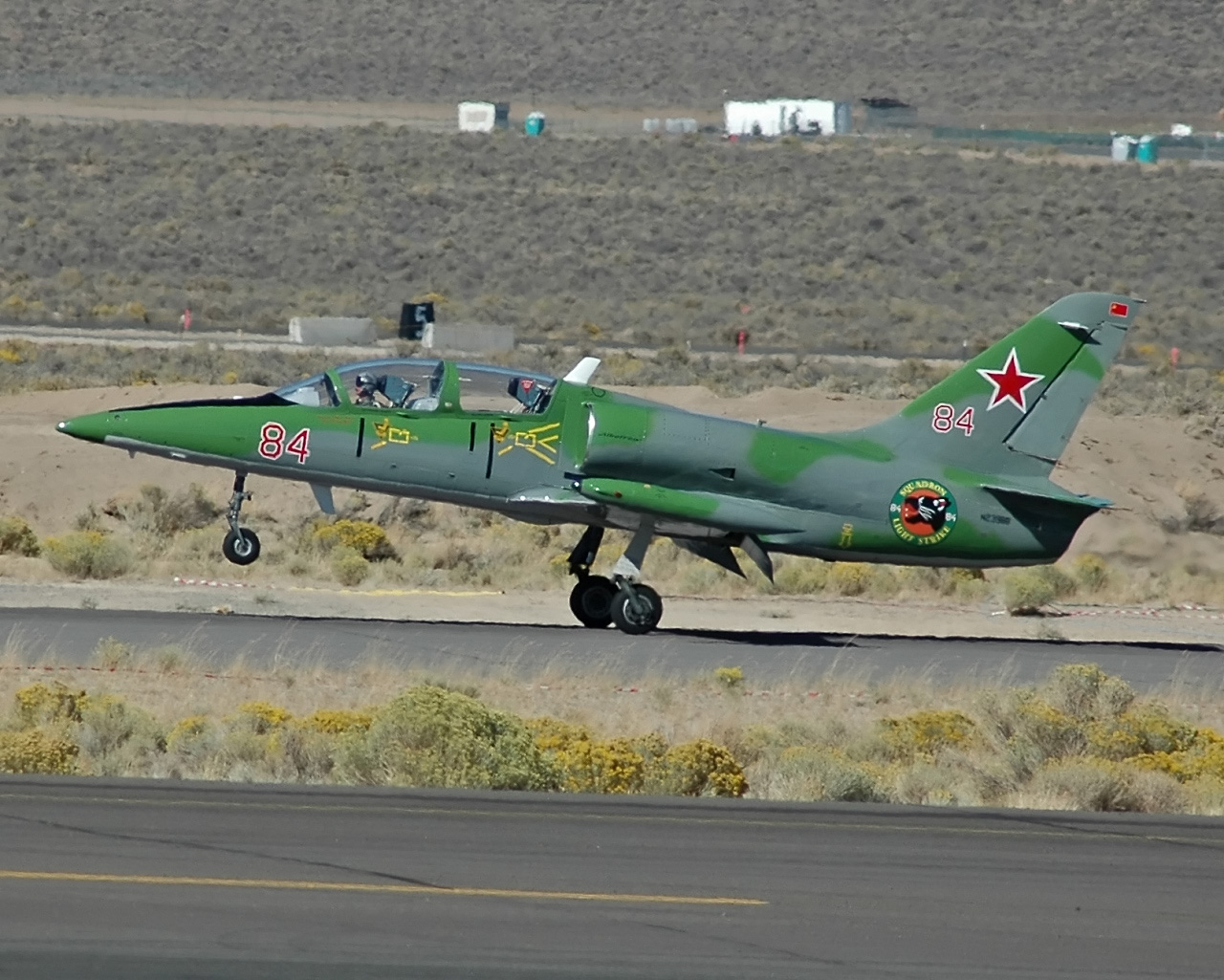
ソ連空軍風の塗装をした民間のL-39

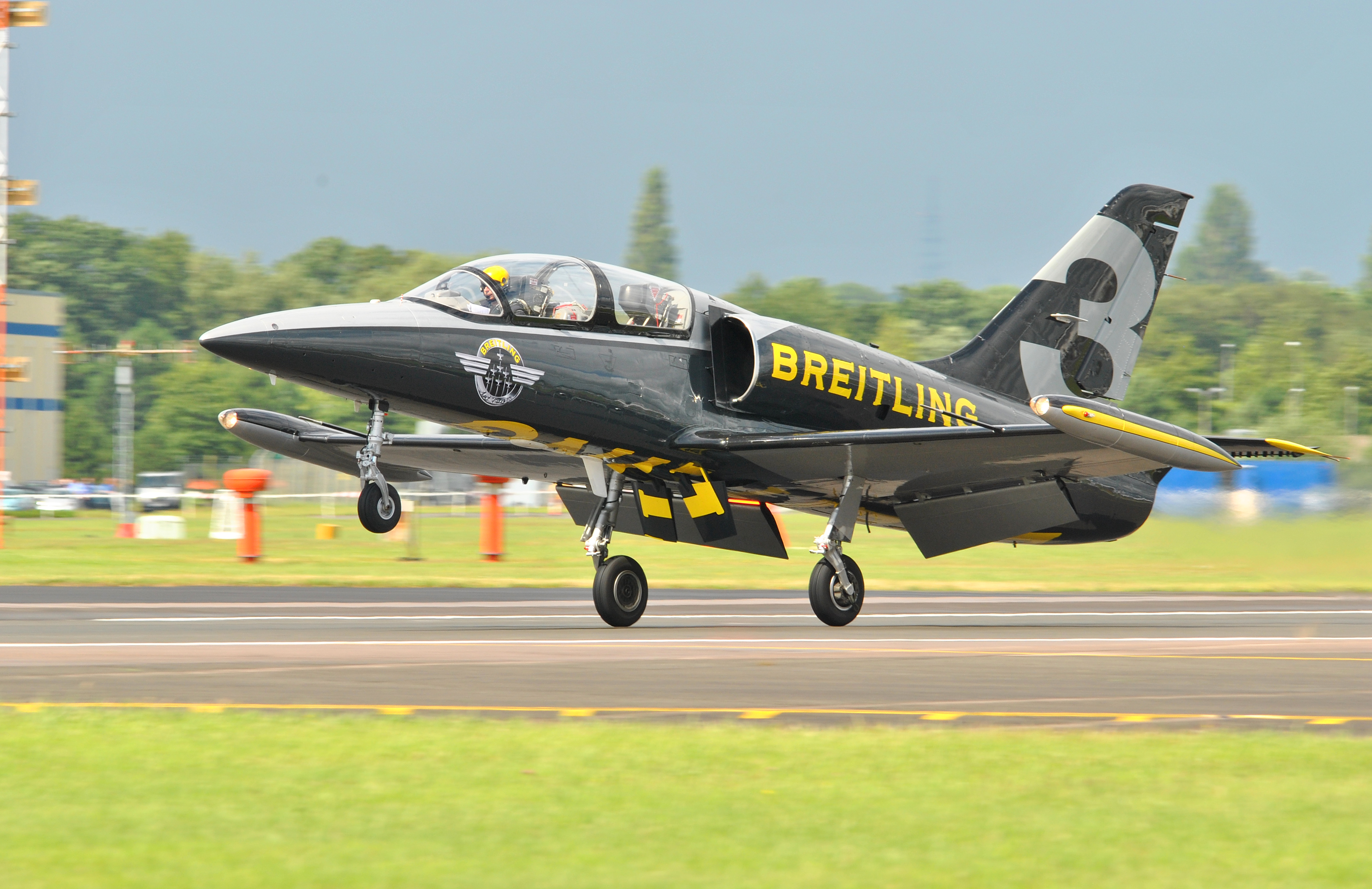
ブライトリング･ジェットチームのL-39

- アフガニスタン - アフガニスタン内戦や不朽の自由作戦で消耗したが、ターリバーンが政権を掌握した2021年以降、復元して再戦力化する動きがある[5]。
- アルジェリア[6]
- アンゴラ[6]
- アルメニア[6] - 2024年時点で、アルメニア空軍が4機のL-39を保有[7]
- アゼルバイジャン - 2024年時点で、アゼルバイジャン空軍が14機のL-39を保有[8]。
- バングラデシュ[6]
- ベラルーシ[6]
- ブルガリア - 2024年時点で、ブルガリア空軍が6機のL-39ZAを保有[9]。
- カンボジア[6]
- 中央アフリカ [10]
- キューバ[6]
- チェコ[6]
- 東ドイツ - 東西ドイツ統一後、1990年代に退役[要出典]
- エジプト[6]
- 赤道ギニア[6]
- エストニア - 2024年時点で、エストニア空軍が1機以上のL-39C（リース機）を運用[11]。
- エチオピア[6]
- フランス - ブライトリング・ジェットチーム（英語版）が9機保有。
- ジョージア
- ガーナ
- ハンガリー
- イラク
- カザフスタン[6] - 2023年時点で、カザフスタン防空軍が17機のL-39を保有[12]。
- キルギス[6] - 2023年時点で、キルギス空軍が4機のL-39を保有[13]。
- リビア[6]
- リトアニア - 将来的にL-39NGの導入可能性あり[6]。
- ラトビア - バルティック・ビーズ・ジェットチーム（英語版）が6機保有。
- マリ[14] - 2022年にロシアから供与されたが、10月4日に1機が墜落し、操縦していたロシア人パイロットが死亡した[15]。
- モザンビーク[6]
- ナイジェリア[6]
- 北朝鮮
- ルーマニア
- ロシア[6]
- スロバキア[6]
- 南スーダン[6]
- シリア[6]
- タジキスタン - 2023年時点で、タジキスタン空軍及び防空軍が4機のL-39を保有[16]。
- タイ[6] - L-39ZA/ART (ウェストランド製で, イスラエル製の電子機器搭載[17])。KAI T-50THに代替され、2021年3月30日に最後の5機が退役した[18]。
- チュニジア[6]
- トルクメニスタン[6] - 2024年時点で、トルクメニスタン空軍が2機のL-39を保有[19]。
- ウガンダ[6]
- ウクライナ[6]
- アメリカ合衆国 - パトリオット・ジェットチーム（英語版）が6機、ブラックダイヤモンド・ジェットチーム（英語版）が6機保有。
- ウズベキスタン - 2023年時点で、ウズベキスタン空軍が6機のL-39を保有[20]。
- ベトナム[6]
- イエメン

## 登場作品

### 映画
『007 トゥモロー・ネバー・ダイ』
オープニングで描かれるロシア国境部の闇武器取引市場に2機が展示されていた。1機はロケット弾ポッドと機関砲の双方を搭載する複合式兵装ポッドと核魚雷を搭載しており、もう1機は空対空ミサイルを搭載している。
同市場にイギリス海軍の巡航ミサイル攻撃が実施されることを受け、潜入していたジェームズ・ボンドが市場から脱出する際に核魚雷搭載機を敵兵を気絶させて強奪する。それに気づいた空対空ミサイル搭載機のパイロットがミサイル攻撃が行われる中脱出して追撃するが、ボンドが機転を利かせて抵抗した核魚雷搭載機の後席の敵兵を射出座席で強制脱出させ、それを直撃させられ撃墜された。
『レッド・スカイ』
主人公達が空戦訓練に使用。
『ロード・オブ・ウォー』
主人公が仕立てた兵器密輸用のAn-12 カブ輸送機を追撃する発展途上国空軍の軽攻撃機（COIN機）として登場。

### ゲーム
『ARMA 2』
武装型のL-39ZAが登場し、プレイヤーやAIが操作可能。

### CM
日産・リーフ
「日産 電気自動車vs JET篇」に登場。

## 主要諸元

L-39の三面図

### L-39C
- 全長：12.13m
- 全幅：9.46m
- 全高：4.77m
- 自重：3,455kg
- 最大離陸重量：4,700kg
- エンジン：イーウチェンコ AI-25（推力1,720kg）1基
- 最高速度：405kt（750km/h）
- 制限マッハ数：M0.8
- 巡航速度：
- 航続距離：944nm（1,748km）
- 乗員：2名

### L-39ZA
- 全長：12.13m
- 全幅：9.46m
- 全高：4.77m
- 翼面積：18.80m²
- 自重：3,565kg
- 通常離陸重量：4,548kg
- 最大離陸重量：6,000kg
- エンジン：イーウチェンコ AI-25TL（推力1,720kg）1基
- 最高速度：780km/h/6,000m
- 制限マッハ数：M0.8
- 航続距離：1,015km/1,800km（増槽使用時）
- 乗員：2名
- 固定兵装：GSh-23L 23mm機関砲x1門
- 搭載兵装：主翼下のパイロン（4箇所）にR-3、R-60空対空ミサイル、各種通常爆弾、無誘導ロケット弾など最大1,100kgの兵装。